# Катанія
Катанія (італ. Catania, сиц. Catania) — місто та муніципалітет в Італії, у регіоні Сицилія, столиця провінції Катанія. Катанія розташована на відстані близько 540 км на південний схід від Рима, 165 км на південний схід від Палермо. Населення — 315 601 особа (2014). Щорічний фестиваль відбувається 5 лютого. Покровитель — свята Агата.

## Назва
- Катана / Катина (лат. Catăna / Catĭna) — назва римської доби.

## Географія
Біля міста знаходиться діючий вулкан Етна.

## Демографія
Населення за роками:

Станом на 1 січня 2023 року в муніципалітеті офіційно проживало 13 816 іноземців з 121 країни, серед них 2684 громадяни країн Євросоюзу та 191 громадянин України.

## Відомі люди
- Святий Євпл — ранньохристиянський мученик, був дияконом міста
- Джованні Верга (1840-1922) — відомий письменник-реаліст
- Саро Урці (1913—1979) — італійський актор
- Джанні Белла (*1947) — кантауторе, автор музики для Адріано Челентано
- П'єтро Анастазі (*1948) — відомий у минулому італійський футболіст, нападник
- Раффаеле Ломбардо (* 1950) — італійський політик
- Джованні Ла Віа (* 1963) — італійський політик, депутат Європарламенту.

## Сусідні муніципалітети
- Ачі-Кастелло
- Белпассо
- Карлентіні
- Гравіна-ді-Катанія
- Лентіні
- Маскалучія
- Містерб'янко
- Мотта-Сант'Анастазія
- Сан-Грегоріо-ді-Катанія
- Сан-П'єтро-Кларенца
- Сант'Агата-лі-Баттіаті
- Треместієрі-Етнео

## Галерея зображень

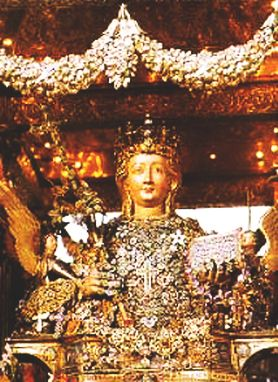
Il busto reliquiario di sant'Agata sulla vara
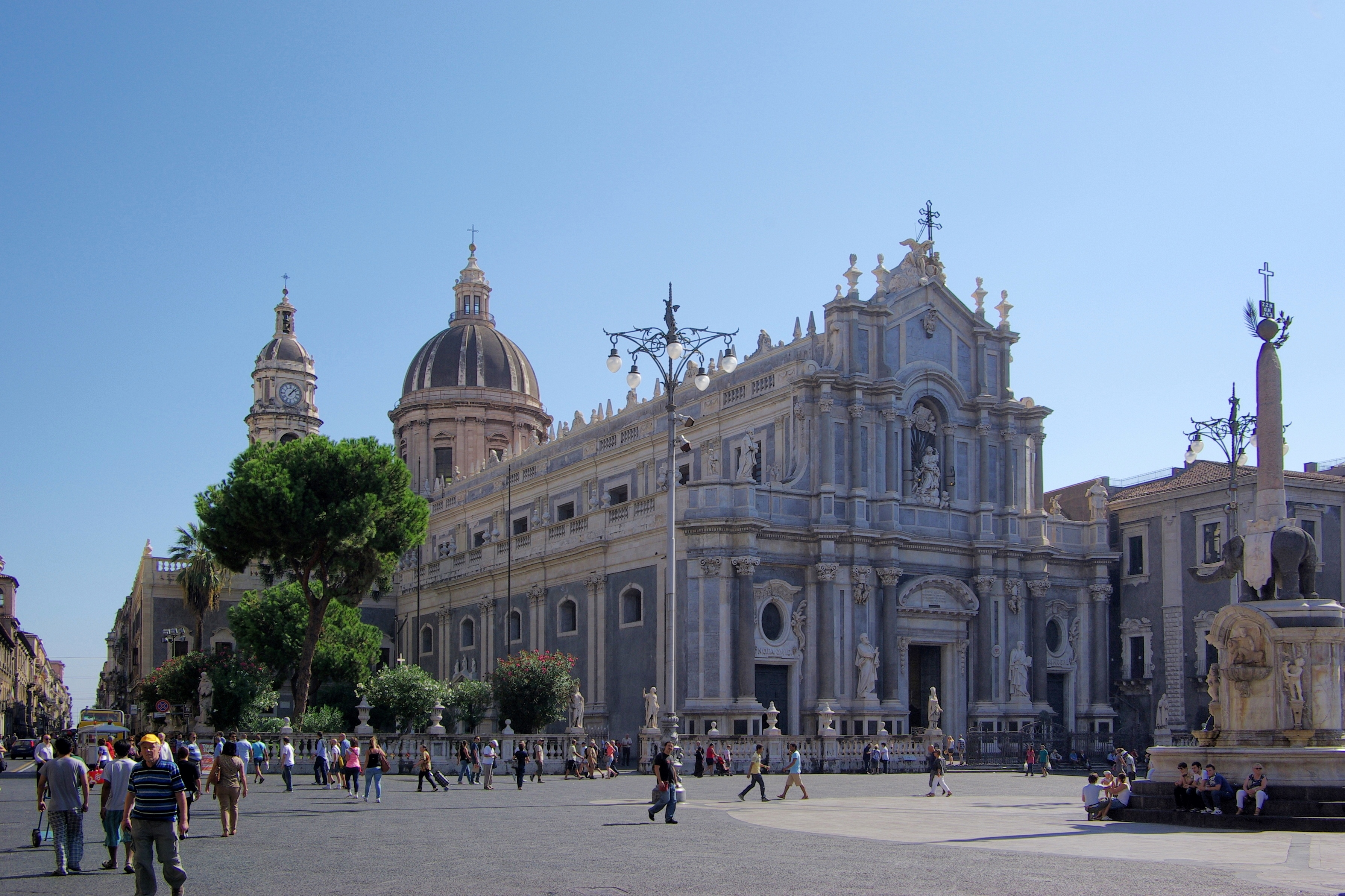
Duomo di Sant'Agata
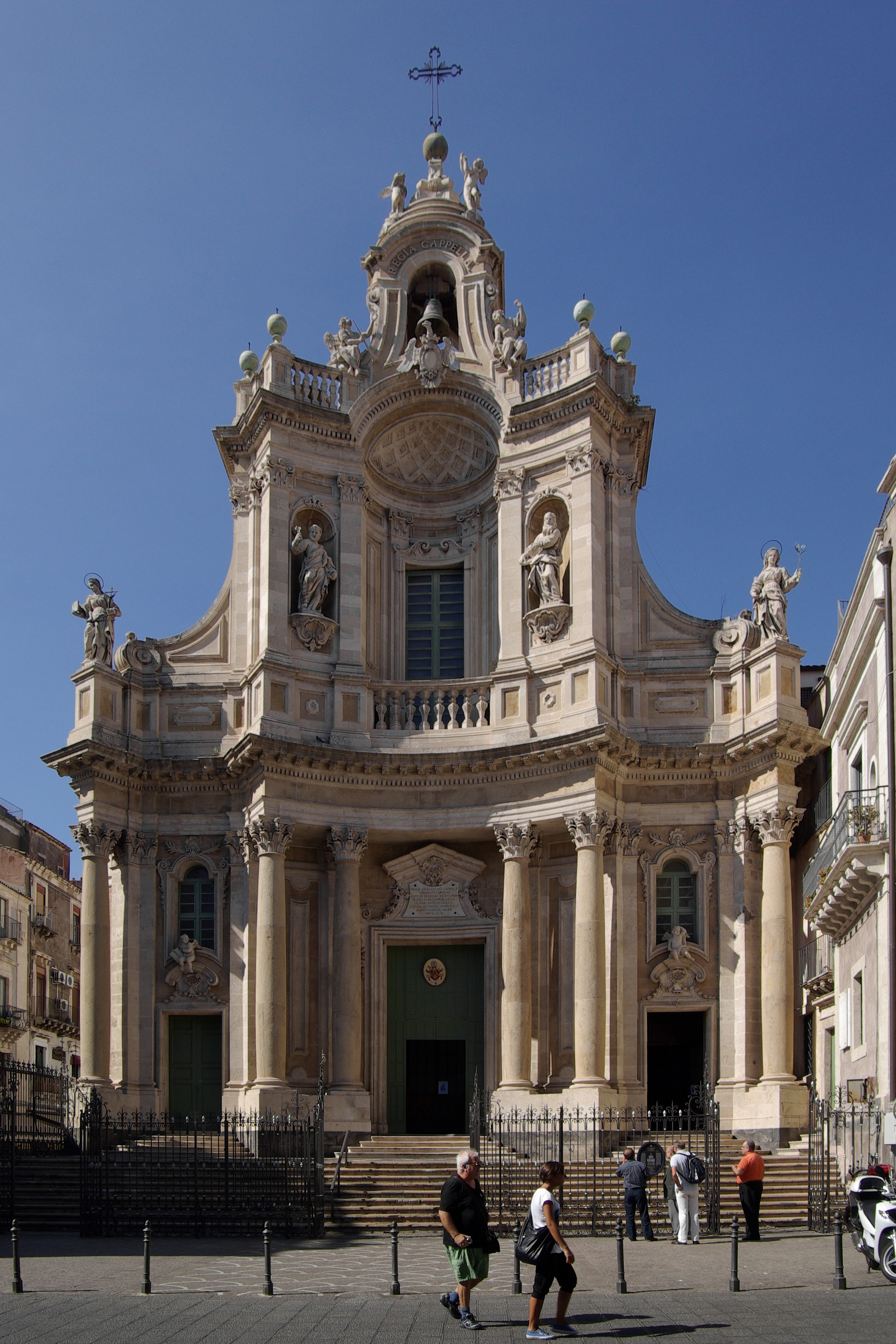
Collegiata di Santa Maria dell'Elemosina
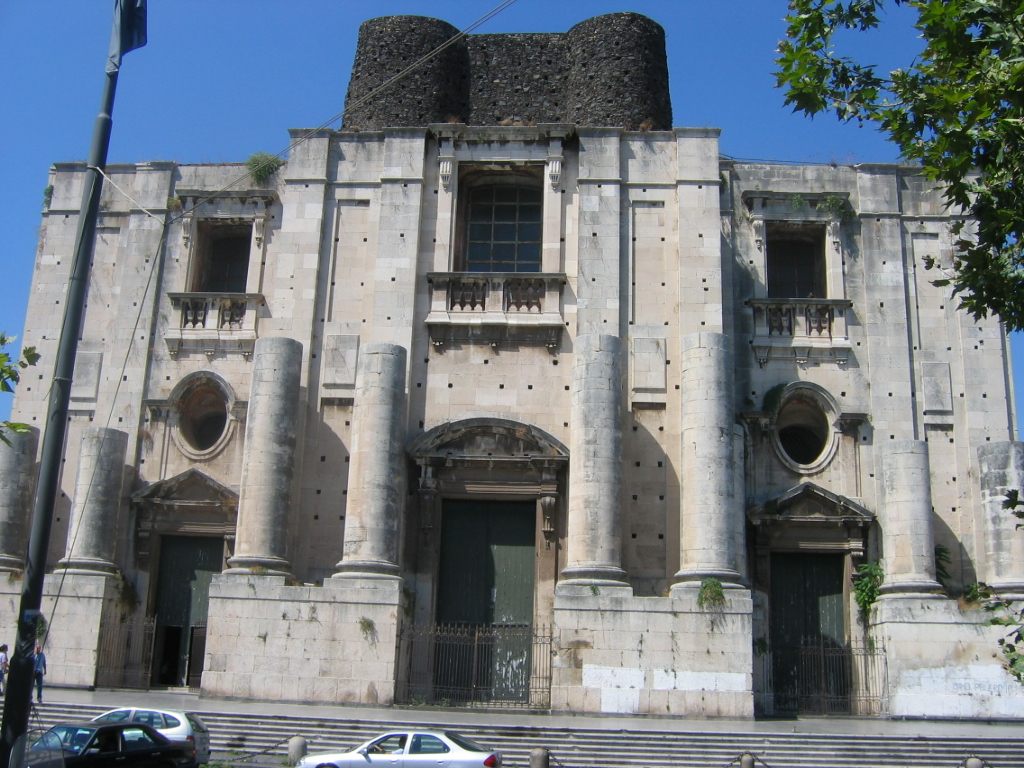
Basilica di San Nicola l'Arena
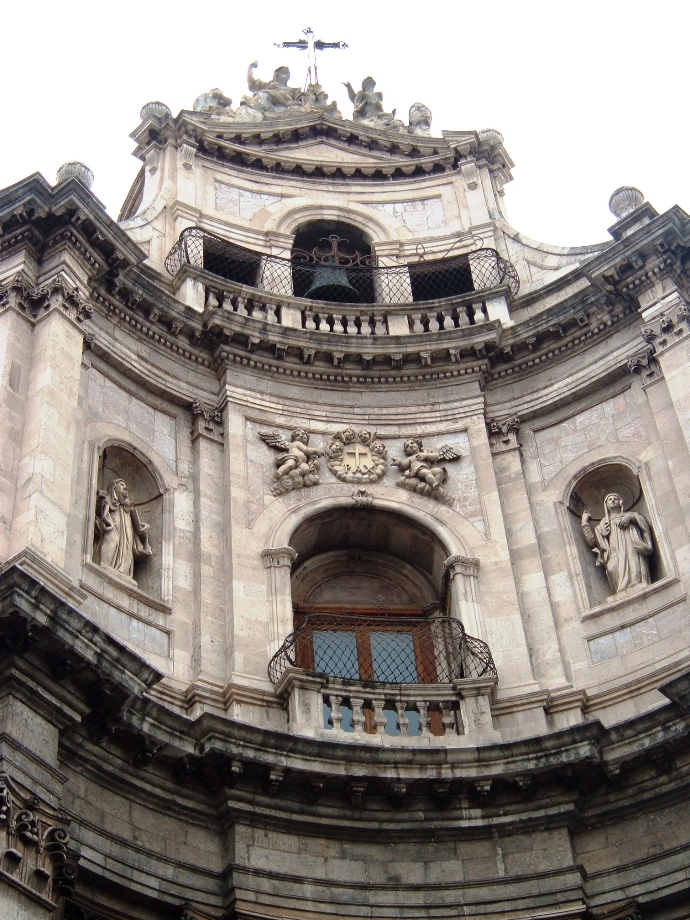
San Placido
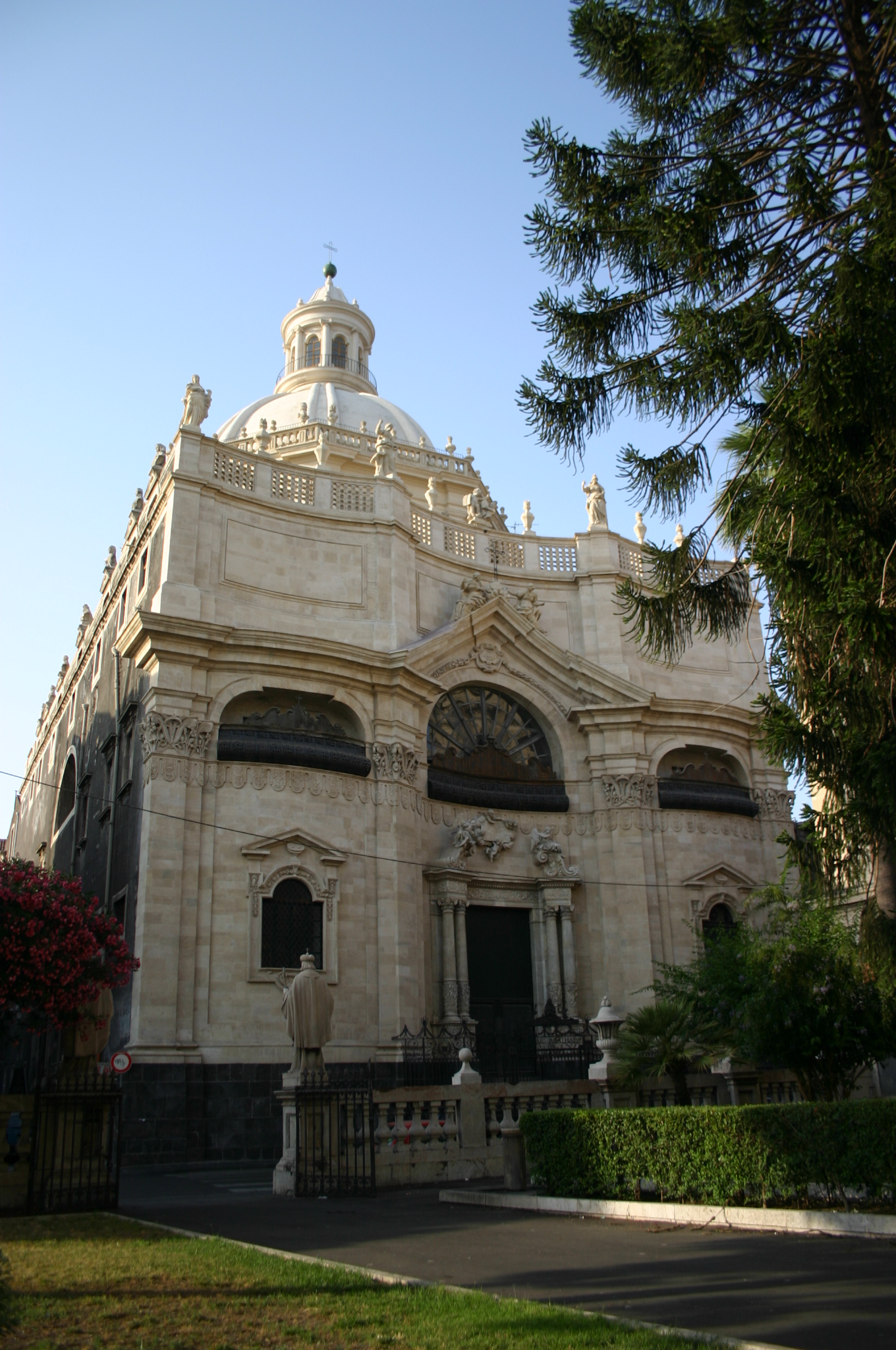
Badia di Sant'Agata
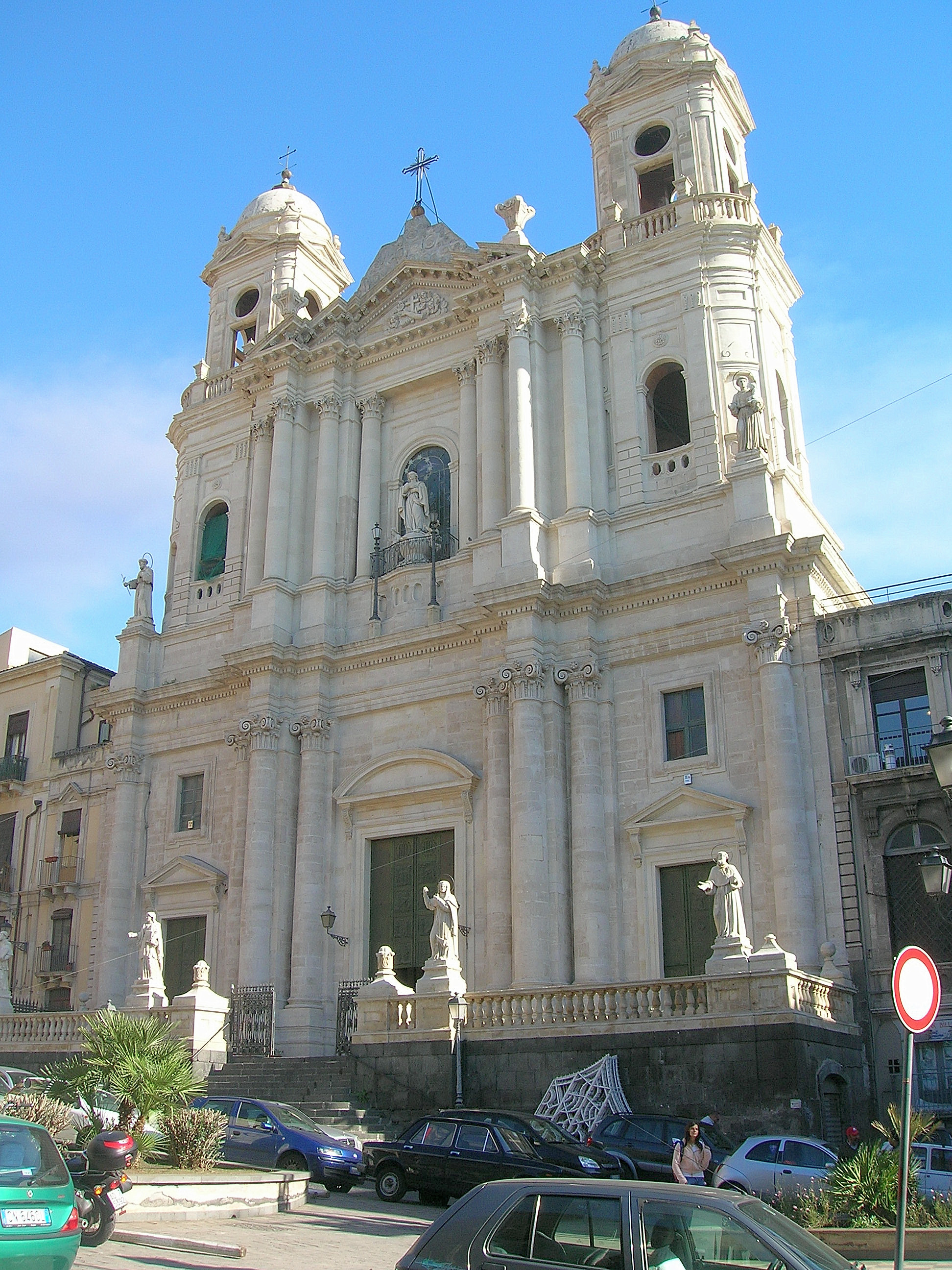
San Francesco d'Assisi all'Immacolata
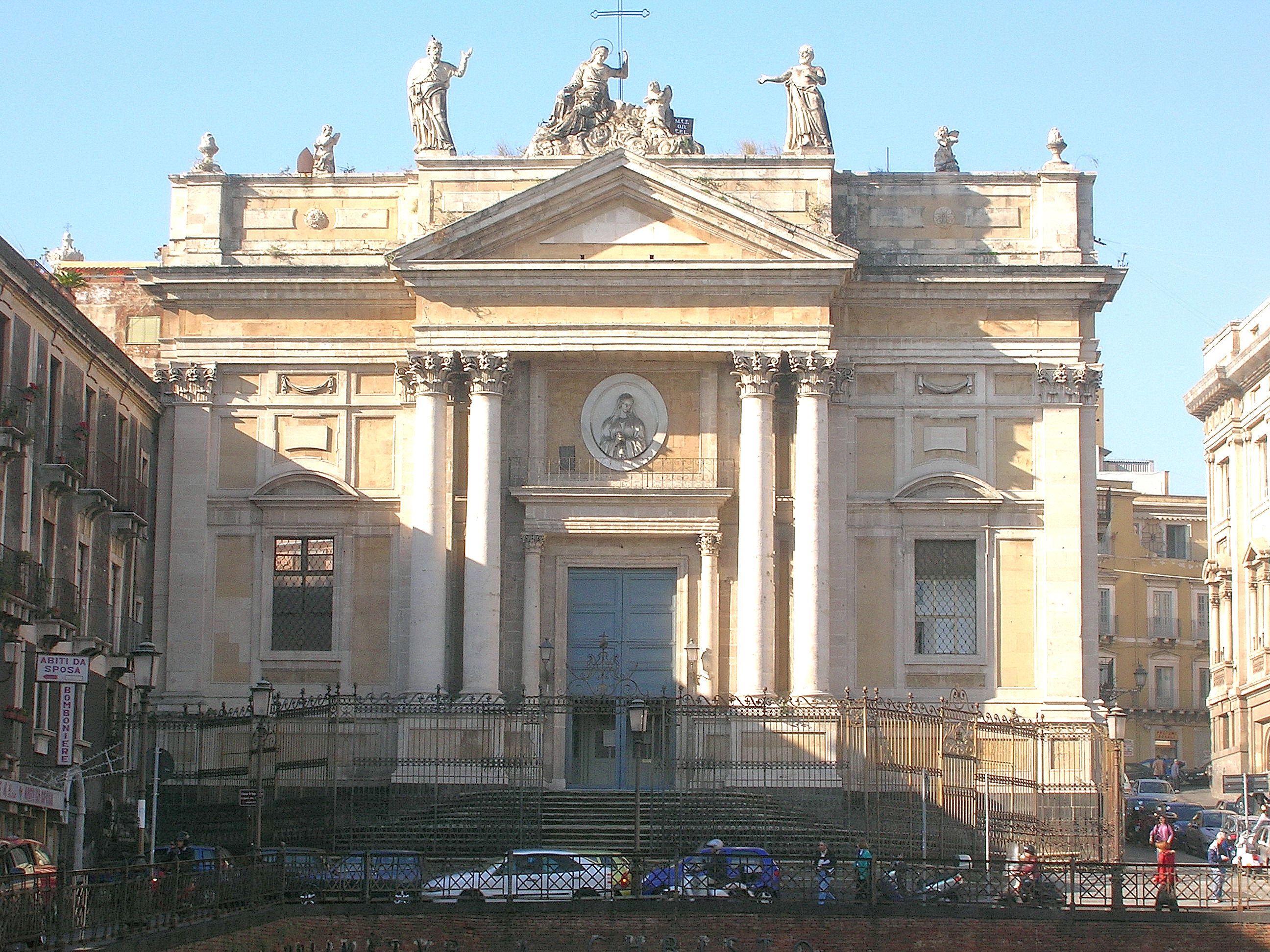
Sant'Agata alla Fornace — San Biagio
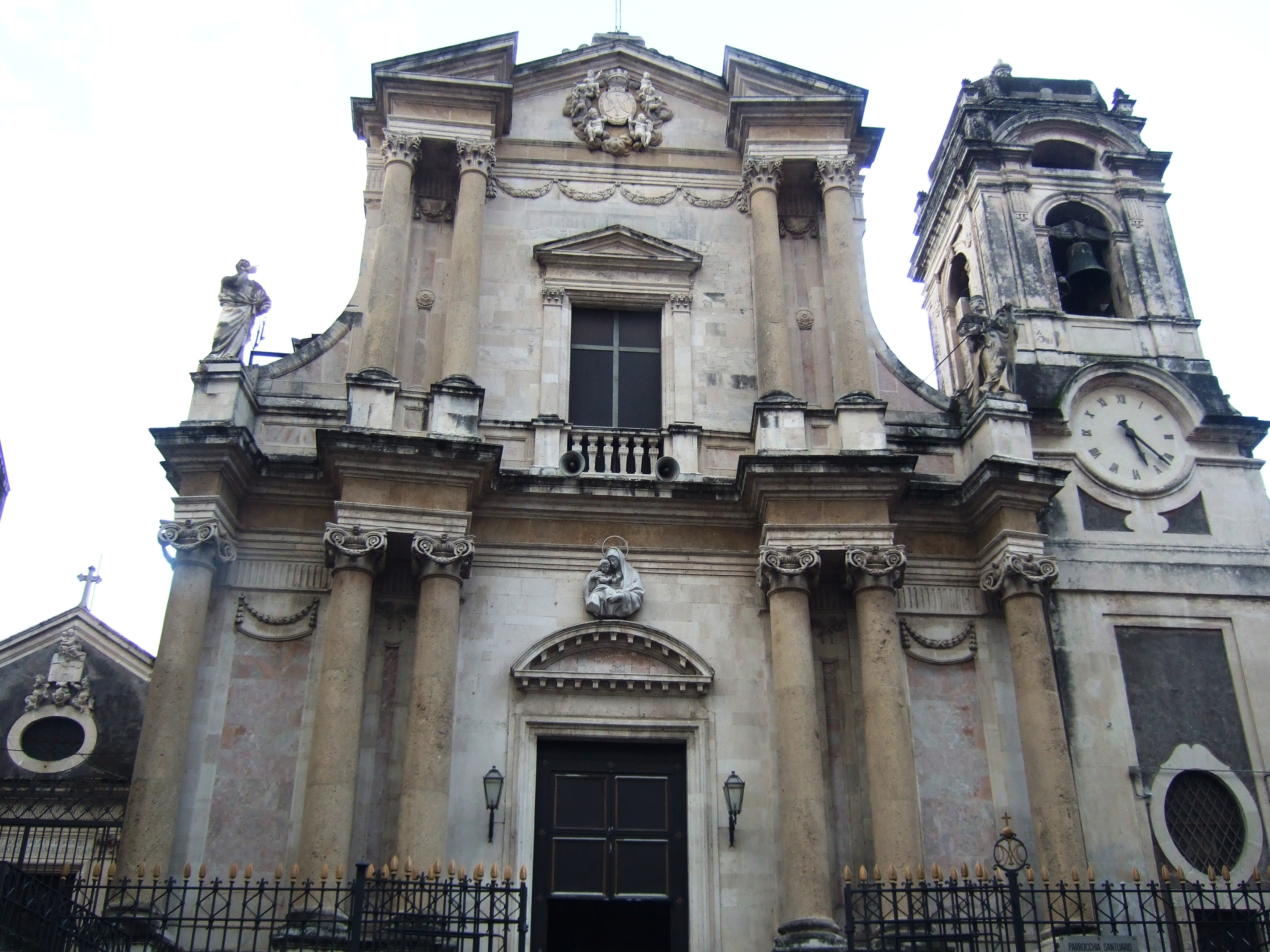
Santa Maria dell'Aiuto
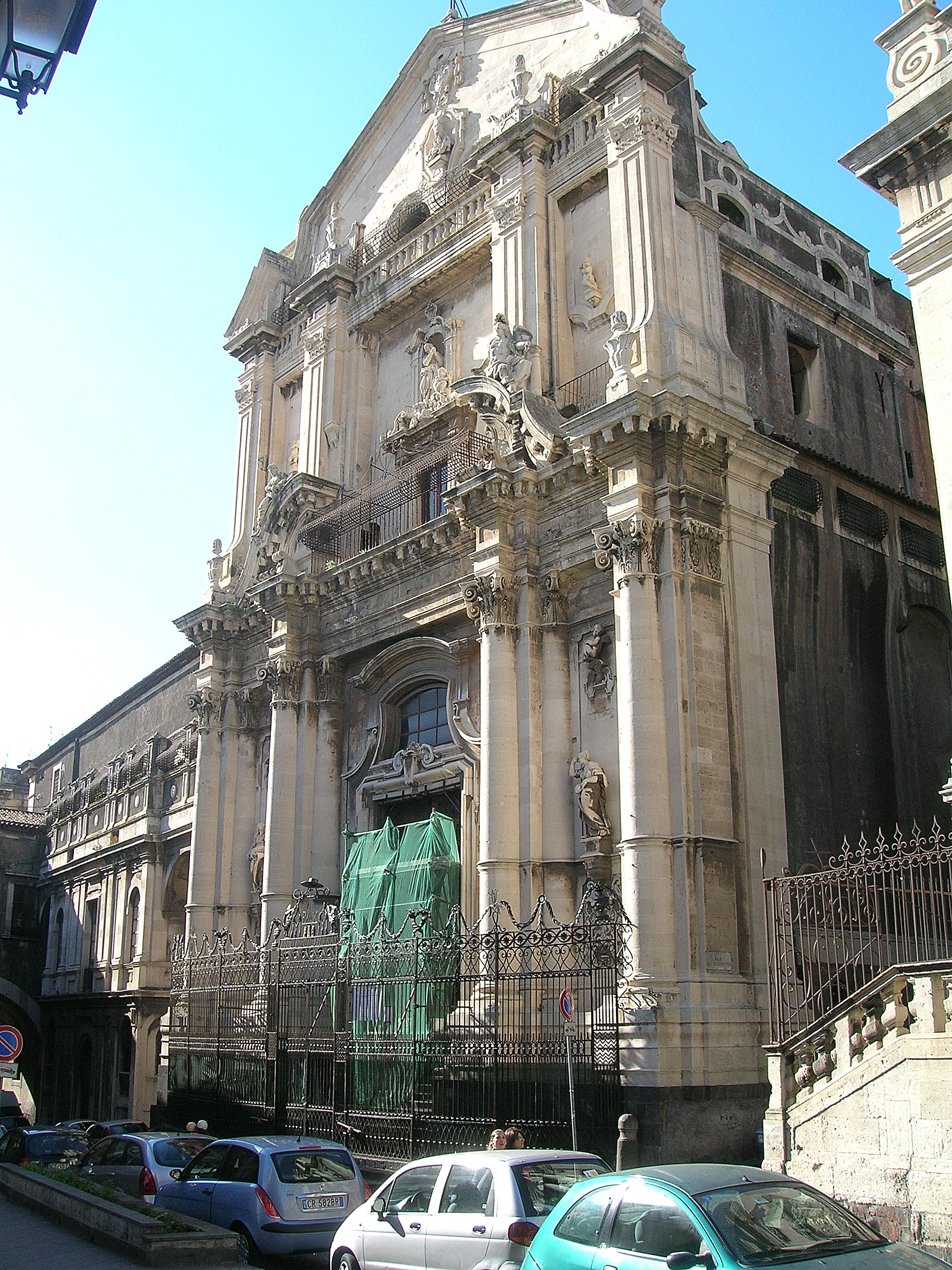
San Benedetto da Norcia
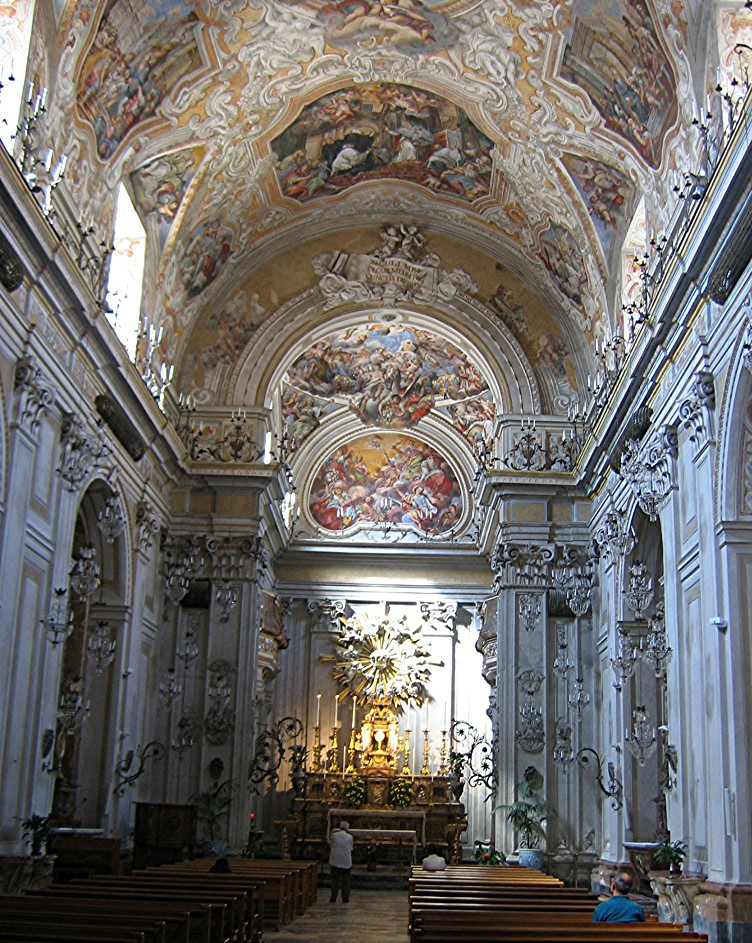
San Benedetto (interno)
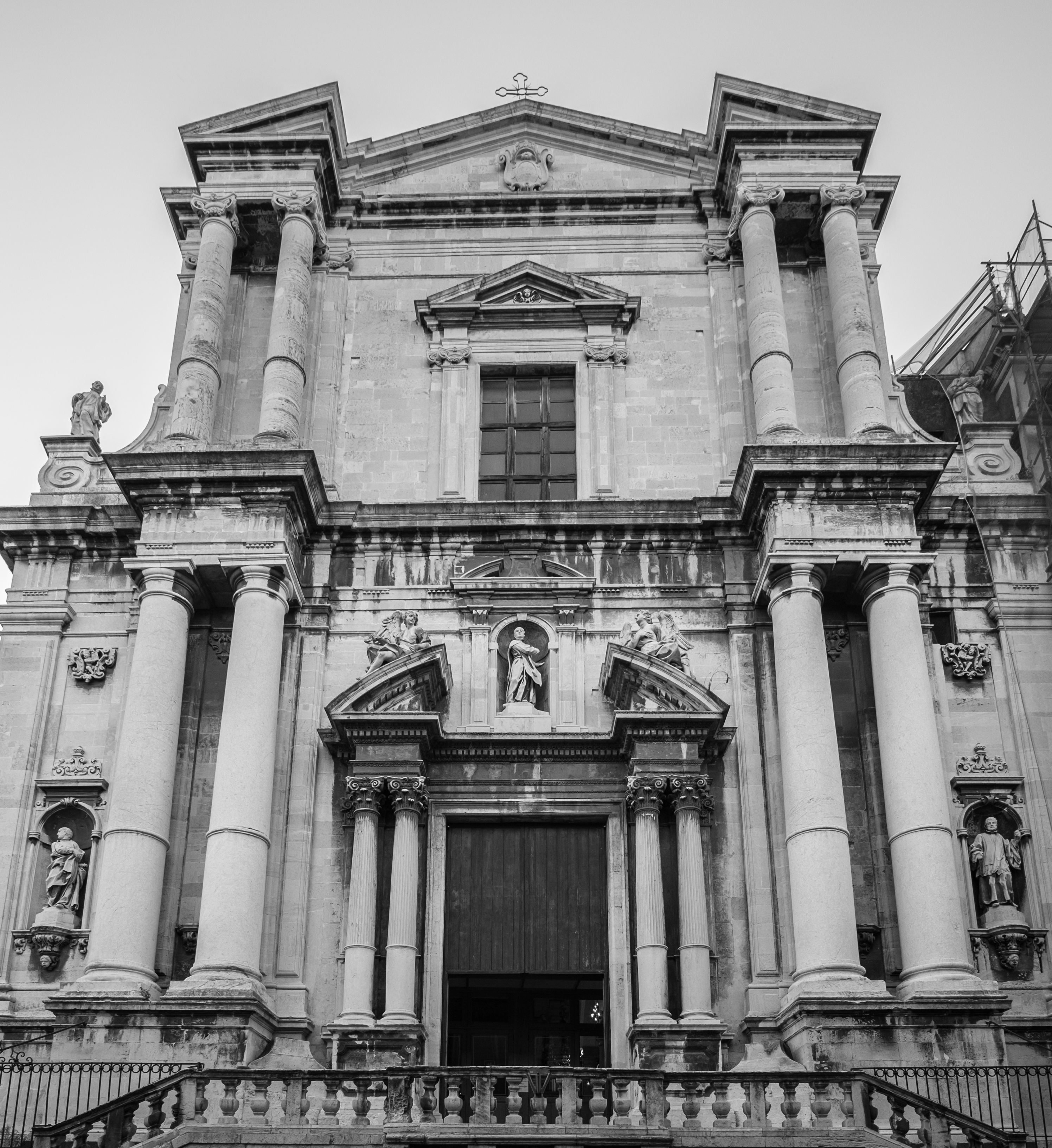
San Francesco Borgia
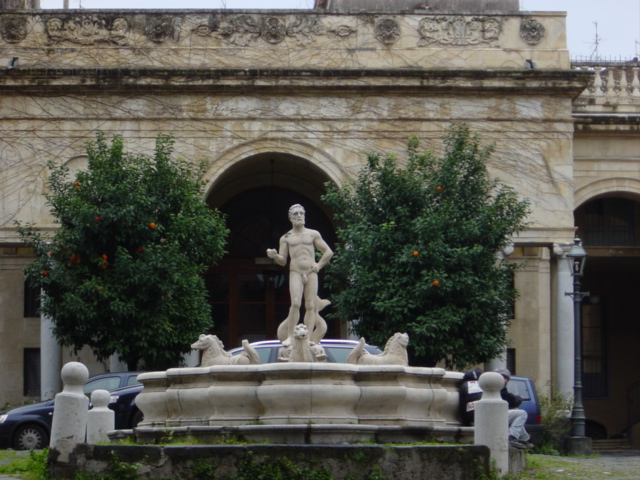
Un cortile
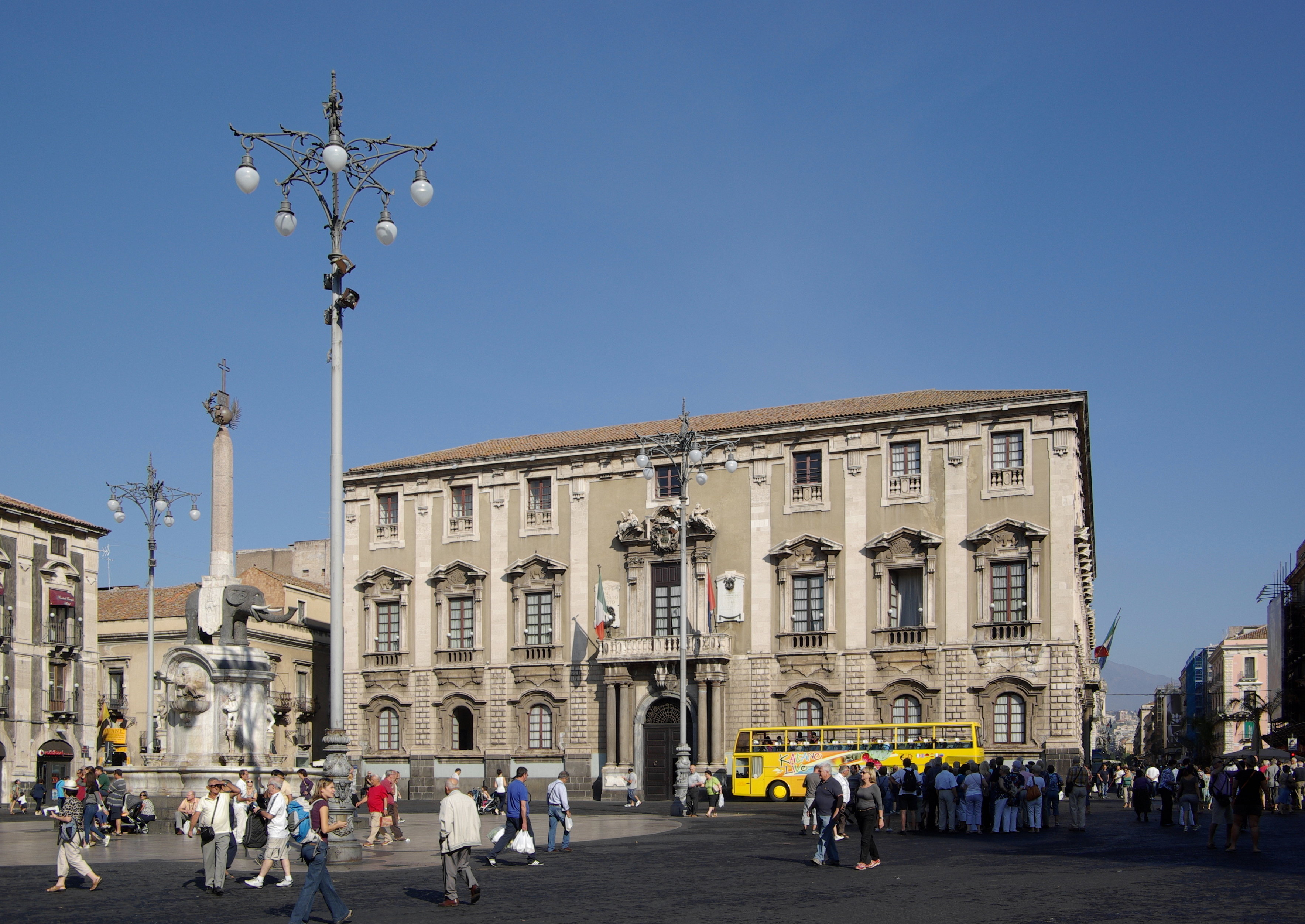
Piazza del Duomo
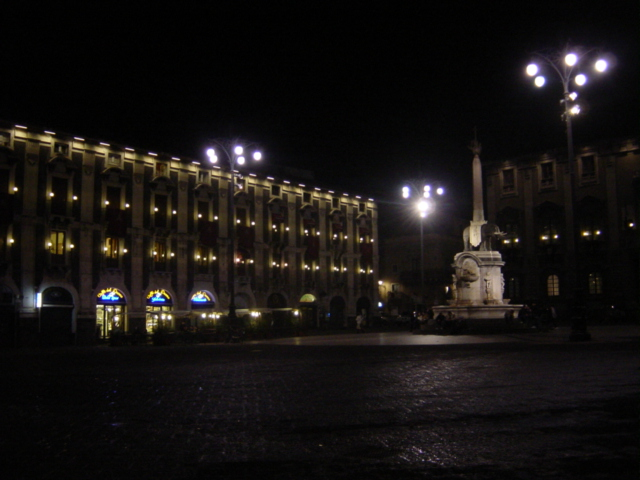
Piazza del Duomo
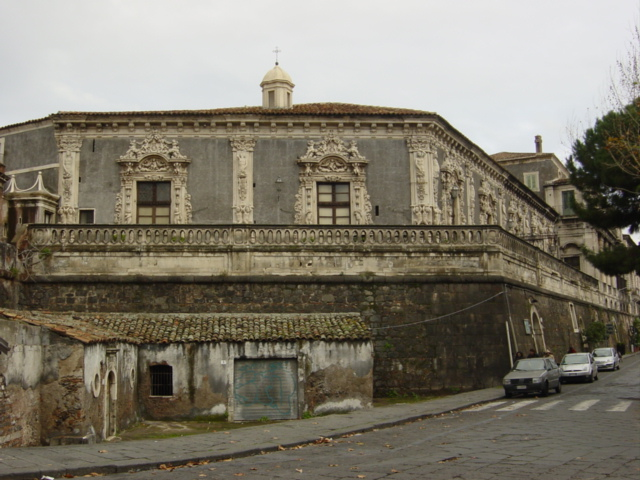
Palazzo Biscari